# Mann & Schröder
Die Mann & Schröder GmbH ist ein deutscher Hersteller von Haar- und Körperpflegeprodukten mit Hauptsitz im baden-württembergischen Siegelsbach.

## Vorgeschichte
Der Bürger und Handelsmann Jacob Grötzinger gründete 1864 in den Wirtschaftsgebäuden von Schloss Siegelsbach, wo zuvor eine Brauerei bestanden hatte, eine Seifensiederei. Nach Klagen der Nachbarn wegen Geruchsbelästigung verlagerten Grötzingers Nachfolger den Betrieb 1896/97 in eine neu erbaute Fabrik am Wagenbacher Weg außerhalb des damaligen Ortes. Das Unternehmen firmierte nun als Süddeutsche Öl- & Fettwarenfabrik J. Grötzinger Söhne und produzierte vorwiegend Schmierstoffe. Die Besitzerfamilie verkaufte 1937 ihren gesamten Besitz und wanderte aus. Die Profitta-Werke aus Waibstadt betrieben die Produktion noch bis 1939, dann schloss der Betrieb aus Arbeitskräftemangel. 1947 wurde er als Hannemann & Co. wiedereröffnet und produzierte vor allem Schmierseife, musste aber 1949 wieder liquidiert werden.

## Unternehmen
Einer der Hannemann-Angestellten, Hans Schröder, gründete 1951 mit dem Siegelsbacher Eugen Mann und weiteren Teilhabern ein neues Unternehmen, die Mann & Schröder KG. Mit anfangs drei Arbeitern produzierte er zunächst Fensterkitt, später unter anderem auch Schuhcreme und Spülmittel, die teils unter der Marke Hansi vertrieben wurden. Mit dem Erwerb einer Abfüllmaschine für Aerosole begann 1959 die Herstellung von Haarspray. Nach und nach wurde die Produktpalette umgestellt, bis das Unternehmen ausschließlich Kosmetik- und Körperpflegeprodukte herstellte.
Hans Schröder sen. übergab die Leitung des Unternehmens 1977 an seinen Sohn Hans. Die übrigen Teilhaber waren alle ausgeschieden, so dass Mann & Schröder zum reinen Familienbetrieb wurde.
Stand 2021 arbeiten über 750 Mitarbeiter in den Stammwerken Siegelsbach und Hüffenhardt für Mann & Schröder. Weitere Niederlassungen befinden sich in Mannheim und Gundelsheim.

## Produkte
Seit den 1970er Jahren liegt der Produktionsschwerpunkt auf pflegender Kosmetik. Die Marke alkmene wurde erstmals 1968 produziert. In den 1990er Jahren folgten dann numis med, Fruttini und die Wellness-Serie Aldo Vandini.

## Marken
Das Unternehmen produziert unter den Marken Vandini (Wellness-Produkte), alkmene (naturnahe Kosmetik), numis med (medizinische Hautpflege), sanosan (Mama- und Babypflege), Boccamint (Mundhygiene), Diplona (Haarpflege), dulgon (Körperpflege), Fruttini (Kosmetik), Laura Vandini, Mariella Rossi und Oversa (Nagelpflege).

## Handelsmarken
Das Unternehmen ist zudem ein Lieferant von Handelsmarken deutscher und internationaler Einzelhandelsketten im Hautpflegebereich, wobei Tenside, Deoroller, Aerosole, Emulsionen und Mundspülungen vertrieben werden.